# ناحیه زهانه
ناحیه زهانه (به عربی: دائرة زهانة) یک ناحیه در الجزایر است که در استان معسکر واقع شده‌است.